# Giovanni Bramucci
Giovanni Bramucci, född 15 november 1946 i Civitavecchia i Lazio, död 26 september 2019 i Civitavecchia, var en italiensk tävlingscyklist.
Bramucci blev olympisk bronsmedaljör i lagtempoloppet vid sommarspelen 1968 i Mexico City.